# Championnat de squash du British Open masculin 1931
Le British Open Squash Championships 1931 est la première édition du British Open Squash Championships inauguré en 1931 afin que les professionnels et les amateurs puissent s'affronter. Alors qu'il existe un championnat professionnel masculin depuis quelques années, le championnat masculin " ouvert " (tant pour les professionnels que pour les amateurs) n'est inauguré qu'en 1931.
Le champion peut être défié par un autre joueur, normalement le champion professionnel ou amateur pour le droit de gagner le titre de champion de Grande-Bretagne. Le champion désigné en 1929 est Charles Read, champion professionnel britannique pendant de nombreuses années, et le challenger est le beaucoup plus jeune Don Butcher.
Le match aller se déroule le dimanche 7 décembre 1930 au Queen's Club, à West Kensington, club de Charles Read. Le match retour a lieu le lundi 15 décembre 1930 au Conservative Club de Londres, où Don Butcher est le professionnel en titre. Si le championnat se termine par un match chacun, un lieu neutre aurait été utilisé pour déterminer le vainqueur, mais Don Butcher gagne les deux matchs.

## Résultats

### match aller
|  |                                |  |   |   |   |  |  |
|  | Queen's Club (7 décembre 1930) |  |   |   |   |  |  |
|  |                                |  |   |   |   |  |  |
|  |                                |  |   |   |   |  |  |
|  | Charles Read                   |  | 6 | 5 | 5 |  |  |
|  | Charles Read                   |  | 6 | 5 | 5 |  |  |
|  | Don Butcher                    |  | 9 | 9 | 9 |  |  |

### match retour
|  |                                      |  |   |   |   |  |  |
|  | Conservative Club (15 décembre 1930) |  |   |   |   |  |  |
|  |                                      |  |   |   |   |  |  |
|  |                                      |  |   |   |   |  |  |
|  | Don Butcher                          |  | 9 | 9 | 9 |  |  |
|  | Don Butcher                          |  | 9 | 9 | 9 |  |  |
|  | Charles Read                         |  | 3 | 5 | 3 |  |  |